# 12-es busz (Budapest)
A budapesti 12-es jelzésű autóbusz a Boráros tér és az Alkotás utca között közlekedett. A vonalat a Budapesti Közlekedési Zrt. üzemeltette.

## Története
1932. január 25-étől a Boráros tér és a Vígszínház között közlekedett 12-es jelzésű autóbusz. Márciusban a Margit hídon át a Királyhegy utcáig (mai Bem József utca) hosszabbították, míg májustól már a Széna térig járt. A világháború alatt többször is szünetelt a vonalon a közlekedés, mert a buszokat katonai célokra használták. 1946. november 4-én indult el újra, a Városligettől a János Kórházig a Kossuth hídon keresztül. 1947. szeptember 16-ától újra a Margit hídon járt, de már a Moszkva térig, illetve 12A jelzéssel betétjárata is indult. 1952-ben 12B jelzésű járat is közlekedett a Moszkva tér és a Blaha Lujza tér között, ami 8 hónap után megszűnt, helyette 1952. november 22-én elindították a 45-ös buszt is, mely a Moszkva tér – Nagykörút – Móricz Zsigmond körtér útvonalon járt. A 12-es busz 1961-től a megszűnő 45-ös buszt pótolva a pesti Nagykörúton és a budai körúton haladt körforgalomban, mindkét irányban. Korábbi útvonalán 12A jelzésű betétjáratot indítottak. Párhuzamosan közlekedett a 4-es és 6-os, valamint a 61-es villamosokkal. 1971. december 23-án 112A jelzéssel gyorsjárat indult a Boráros tér és a Moszkva tér között a Nagykörúton, ami 1977-ben a 12-es jelzést kapta. A gyorsjárat 1988 januárjában megszűnt.
A 12-es busz 1989. szeptember 2-ától a Boráros tér és a Moszkva tér között közlekedett a Petőfi hídon keresztül, ezzel 57 év után megszűnt a nagykörúti buszközlekedés. 1995. augusztus 1-jén útvonalát az Alkotás utcáig vágták vissza. Mindkét esetben az indok a párhuzamos közlekedés megszüntetése volt.
2008. augusztus 21-én a járat jelzése 212-esre változott, hogy megszüntessék az azonos viszonylatszámozást (a 12-es villamos száma nem változott). Útvonala meghosszabbodott  az Apor Vilmos térig. A busz az Alkotás utcán továbbmegy a Csörsz utcáig, majd a XII. kerület központjában hurokútvonalon haladt.
2018. június 2-án a BKV 50 éves fennállása alkalmával tartott rendezvénysorozat egyik programjaként N12-es jelzésű nosztalgiabusz közlekedett a 12-es busz útvonalán a Széll Kálmán térről indulva a Nagykörúton és az Alkotás utcán, mind a két irányban.

## Források

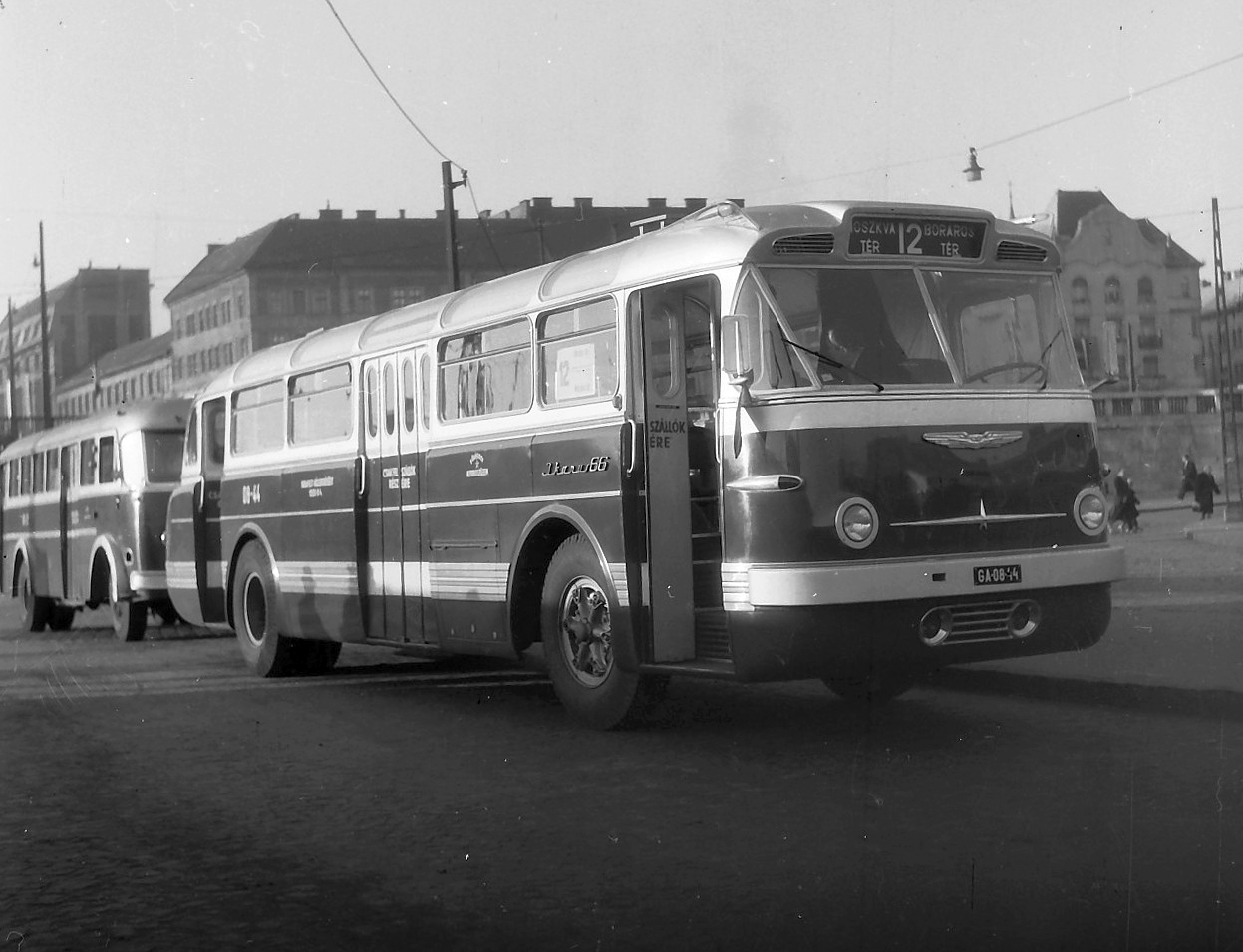
Ikarus 66-os busz a Boráros téren 1959-ben

## Útvonala
Megszűnése előtti útvonala
| Alkotás utca felé | Boráros tér felé |
| --- | --- |
| Boráros tér vá. – Petőfi híd – Irinyi József utca – Október huszonharmadika utca – Bocskai út – Karolina út – Villányi út – Budaörsi út – Alkotás utca vá. | Alkotás utca vá. – Budaörsi út – Villányi út – Karolina út – Bocskai út – Október huszonharmadika utca – Irinyi József utca – Petőfi híd – Boráros tér vá. |

## Megállóhelyei
1989-ben
| 0  | Karolina út végállomás                                           | 41 | 40 61                                                                                     |
| 1  | Bocskai út (↓) Ortopéd Klinika (↑)                               | 40 |                                                                                           |
| 2  | Vincellér utca                                                   | 39 | 41, 53, 72, 87, 87A, 87B                                                                  |
| 3  | Kosztolányi Dezső tér                                            | 38 | 1, 1, 7, 7A, 7, 14, 40, 41, 41E, 53, 72, 86, 86, 87, 87A, 87B, 114, 153, 172, R 19, 49    |
| 5  | Fehérvári út (ma Újbuda-központ)                                 | 36 | 3, 3, 53, 86, 86 4, 18, 47                                                                |
| 6  | Budafoki út                                                      | 34 | 3, 10, 10A, 86, 86, 110 4                                                                 |
| 7  | Petőfi híd, budai hídfő (↓) Karinthy Frigyes út (↑)              | 33 | 4, 6                                                                                      |
| 9  | Boráros tér                                                      | 31 | Csepeli HÉV 15, 23, 23, 54, 54, 54R 2, 2A, 4, 6                                           |
| 11 | Üllői út (ma Corvin-negyed)                                      | 29 | 4, 6                                                                                      |
| 12 | Baross utca (ma Harminckettesek tere)                            | 28 | 9, 9, 17 4, 6 83                                                                          |
| 14 | Rákóczi tér                                                      | 26 | 4, 6                                                                                      |
| 15 | Blaha Lujza tér                                                  | 25 | 7, 7A, 7, 78, 89, 99, 99 4, 6, 28, 29, 37 74                                              |
| 17 | Wesselényi utca                                                  | 23 | 4, 6 74                                                                                   |
| 19 | November 7. tér (ma Oktogon)                                     | 21 | Millenniumi Földalatti Vasút 1, 1, 4, 4A, 4 , 6                                           |
| 21 | Marx tér, Nyugati pályaudvar                                     | 19 | 6, 26, 91, 191 4, 6 72, 73 Budapest-Nyugati                                               |
| 23 | Sallai Imre utca (↓) Honvéd utca (↑) (ma Jászai Mari tér)        | 17 | 6, 15, 26, 91, 191 2, 2A, 4, 6 76, 79                                                     |
| 26 | Török utca (↓) Margit híd, budai hídfő (↑)                       | 14 | Szentendrei HÉV 6, 26, 60, 60, 84, 86, 86, 91, 191 4, 6, 17                               |
| 27 | Keleti Károly utca (↓) Szász Károly utca (↑) (ma Mechwart liget) | 13 | 11, 84 4, 6                                                                               |
| 28 | Széna tér                                                        | 11 | 39 4, 6                                                                                   |
| 30 | Moszkva tér (ma Széll Kálmán tér)                                | 10 | 5, 5, 16, 21, 21, 22, 22, 28, 39, 49, 56, 84, 116, 128, 156, 158, T2 4, 6, 18, 56, 59, 61 |
| 32 | Csaba utca                                                       | ∫  | 5, 5, 16, 21, 21, 39, 116, 158                                                            |
| 34 | Déli pályaudvar                                                  | 7  | 21, 21, 39, 102, 139, 139 18, 59, 61 Budapest-Déli                                        |
| 35 | Királyhágó utca (↓) Márvány utca (↑)                             | 6  | 2, 4, 4, 139 61                                                                           |
| 36 | Tartsay Vilmos utca                                              | 5  | 139 61                                                                                    |
| 37 | Csörsz utca                                                      | 4  | 139 61                                                                                    |
| 38 | Hegyalja út (ma BAH-csomópont)                                   | 3  | 8, 8A, 40, 112, 139 61                                                                    |
| 40 | Villányi út (↓) Budaörsi út (↑)                                  | 1  | 40, 40, 153 61                                                                            |
| 41 | Karolina út végállomás                                           | 0  | 40 61                                                                                     |

1990–2008
| 0  | Boráros tér végállomás                                      | 20 | 13 | Csepeli HÉV 15, 23, 23, 54 2, 2A, 4, 6                                              | Csepeli HÉV 2V, 15, 23, 23, 54, 149V 2, 4, 6                                                       |
| 3  | Karinthy Frigyes út (↓) Petőfi híd, budai hídfő (↑)         | 18 | 11 | 4, 6                                                                                | 149V, Infopark 4, 6 Távolsági járatok                                                              |
| 4  | Budafoki út                                                 | 17 | 10 | 3, 3, 10, 10A, 86, 86, 110 4                                                        | 3, 3, 86, 149V, 233E 4                                                                             |
| 6  | Fehérvári út (ma Újbuda-központ)                            | 15 | 8  | 3, 53, 86, 86 4, 18, 41, 47                                                         | 3, 53, 86, 149V 4, 18, 41, 41A, 56                                                                 |
| 7  | Kosztolányi Dezső tér                                       | 14 | 7  | 1, 7, 7A, 7, 14, 40, 41, 41, 53, 72, 73, 86, 86, 87, 87A, 87B, 114, 153, 173 19, 49 | 7, 7, 14, 40, 40E, 41, 41, 47-49V, 53, 72, 73, 86, 87, 87A, 114, 140E, 149V, 153, 172, 173, 250 19 |
| 8  | Vincellér utca                                              | 12 | 5  | 41, 53, 72, 87, 87A, 87B                                                            | 41, 53, 72, 86, 87, 87A, 250                                                                       |
| 10 | Ortopédia, Vérellátó (korábban Bocskai út, Ortopéd Klinika) | 11 | 4  |                                                                                     | |
| 11 | Villányi út (↓) Karolina út (↑)                             | 10 | 3  | 40, 127 61                                                                          | 40 61                                                                                              |
| 12 | Budaörsi út (↓) Villányi út (↑)                             | 9  | 2  | 40, 40, 153 61                                                                      | 40, 40, 153 61                                                                                     |
| 13 | Hegyalja út (ma BAH-csomópont)                              | 7  | ∫  | 8, 8A, 40, 112, 139 61                                                              | Nem érintette                                                                                      |
| 13 | Alkotás utca végállomás (ma BAH-csomópont)                  | ∫  | 0  | Nem érintette                                                                       | 8, 40, 112, 139 61                                                                                 |
| 14 | Csörsz utca                                                 | 6  | ∫  | 139 61                                                                              | Nem érintette                                                                                      |
| 15 | Tartsay Vilmos utca                                         | 5  | ∫  | 139 61                                                                              | Nem érintette                                                                                      |
| 16 | Márvány utca (↓) Királyhágó utca (↑)                        | 4  | ∫  | 2, 4, 105, 139 61                                                                   | Nem érintette                                                                                      |
| 17 | Déli pályaudvar                                             | 3  | ∫  | 21, 21, 39, 102, 139 18, 59, 61 Budapest-Déli                                       | Nem érintette                                                                                      |
| ∫  | Csaba utca                                                  | 2  | ∫  | 5, 21, 21, 39, 158, Vár                                                             | Nem érintette                                                                                      |
| 20 | Moszkva tér végállomás (ma Széll Kálmán tér)                | 0  | ∫  | 5, 21, 21, 22, 22, 28, 39, 49, 56, 56E, 84, 128, 156, 158, Vár 4, 6, 18, 56, 59, 61 | Nem érintette                                                                                      |